# Iwajlo Kalfin

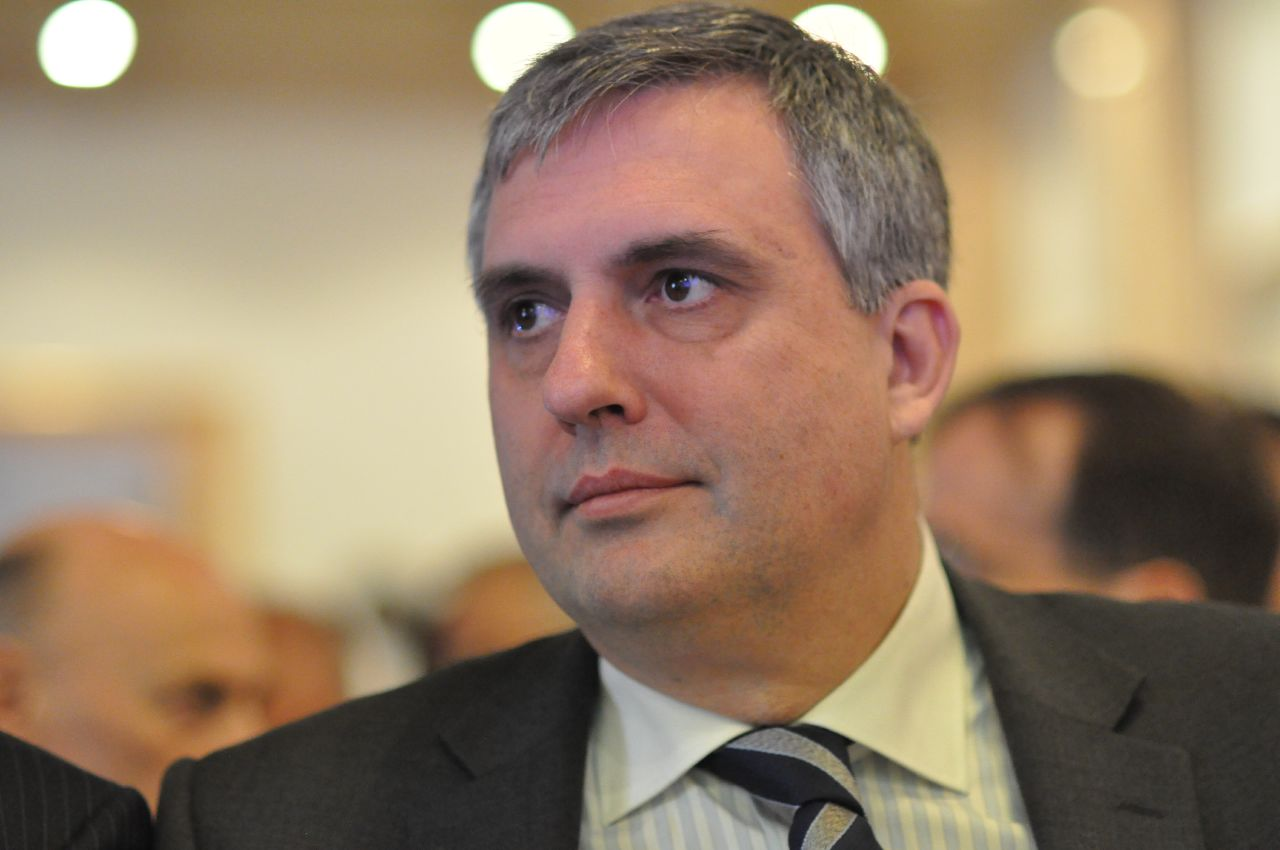
Iwajlo Kalfin (2012)

Iwajlo Georgiew Kalfin (bulgarisch Ивайло Георгиев Калфин, wissenschaftliche Transkription Ivajlo Georgiev Kalfin; * 30. Mai 1964 in Sofia) ist ein bulgarischer Politiker der Alternative für die Bulgarische Wiedergeburt (ABW). Zwischen 2014 und 2017 war er stellvertretender Ministerpräsident und Arbeits- und Sozialminister in der Regierung Borissow II. Zuvor war er 2009 bis 2014 Mitglied des Europäischen Parlaments für die Bulgarische Sozialistische Partei (BSP). Im März 2021 wurde er zum Leiter der Eurofound.
Iwajlo Kalfin studierte von 1983 bis 1988 an der Sofioter Universität für National- und Weltwirtschaft und von 1998 bis 1999 an der Universität Loughborough in England. Er gründete die Nationalbewegung der Sozialdemokraten und war stellvertretender Vorsitzender der gemeinsamen parlamentarischen Kommission von Bulgarien und der Europäischen Union. 1994 bis 1997, 2000 bis 2001 und seit 2005 war er Abgeordneter der bulgarischen Nationalversammlung. Seit 2004 ist er Mitglied des Konsultativgremiums der Bulgarischen Nationalbank. 2001 und 2004 war er als Wahlbeobachter der OSZE im Kosovo. Von 2002 bis 2005 war er als Wirtschaftsberater des bulgarischen Staatspräsidenten Georgi Parwanow tätig, von 2005 bis 2009 war er Außenminister und stellvertretender Ministerpräsident Bulgariens.
Bei der Europawahl 2009 war Kalfin Spitzenkandidat der Koalition für Bulgarien und wurde als Abgeordneter in das Europäische Parlament gewählt. Am 27. Juli wurde er von Rumjana Schelewa als Außenminister abgelöst. Im Europäischen Parlament war er Mitglied der S&D-Fraktion sowie stellvertretender Vorsitzender des Haushaltsausschusses.
Im Januar 2014 trat Kalfin aus der BSP aus und schloss sich der neugegründeten Alternative für die Bulgarische Wiedergeburt, als deren Spitzenkandidat er zur Europawahl 2014 antrat. Die ABW scheiterte jedoch an der nationalen Sperrklausel. Bei den nationalen Parlamentswahlen wenige Monate später gelang der ABW der Einzug in die Narodno Sabranie, wo sie Koalitionspartner in der Regierung Borissow II wurde. Kalfin wurde zum stellvertretenden Ministerpräsidenten und Minister für Arbeit und Sozialpolitik ernannt.